# Sei tu (Syria)
Sei tu è un brano scritto da Alberto Salerno e Claudio Mattone, che ne è anche produttore insieme a Tullio Mattone, pubblicato come singolo tratto dall'album L'angelo della cantante italiana Syria nel 1997.
La canzone partecipa al Festival di Sanremo 1997, classificandosi alla terza posizione.